# Селенид хрома
Селенид хрома — бинарное неорганическое соединение
селена и хрома
с формулой CrSe,
кристаллы.

## Получение
- Сплавление стехиометрических количеств чистых веществ:

{\displaystyle {\mathsf {Se+Cr\ {\xrightarrow {1550^{o}C}}\ CrSe}}}

## Физические свойства
Селенид хрома образует кристаллы
гексагональной сингонии, пространственная группа P 63/mmc, параметры ячейки a = 0,3674 нм, c = 0,5959 нм, Z = 3
.
Соединение имеет область гомогенности 49,5÷53,5 ат.% селена и конгруэнтно плавится при температуре 1550°C.